# Вацлав III Опавский
Вацлав III Опавский (чеш. Václav III Opavský; ок. 1445 — 1474) — князь Опавский (1452—1456).

## Биография
Вацлав был вторым сыном князя Вильгельма Опавского и Саломеи из Частоловиц. Принадлежал к побочной линии чешской королевской династии Пржемысловичей.
После смерти его отца в 1452 году Вацлав и его братья Фридрих и Пржемысл совместно унаследовали две трети Опавского княжества. Оставшаяся треть принадлежала их двоюродным братьям Янушу Фульнекскому и Яну III Благочестивому. Их отец также владел Зембицким княжеством, но Вацлав с братьями его не унаследовали, поскольку незадолго до смерти Вильгельм Опавский передал его своему брату Эрнесту в обмен на принадлежавшую ему треть Опавского княжества. 
Вацлав и его братья ко времени смерти отца были несовершеннолетними, и опеку над ними взял дядя, Эрнест Опавский. Он оказался мотом, постоянно был в долгах, и в 1456 году продал принадлежащие племянникам две трети Опавского княжества дальнему родственнику, князю опольскому Болеславу V, за 28 тысяч дукатов. 
Лишённый родового удела, Вацлав уехал в Нижнюю Силезию. У его матери не было достаточного дохода, чтобы содержать надлежащий княжеский двор. Чтобы помочь ей, князь Конрад X Олесницкий в 1460 году передал ей город Сцинаву на  правах узуфрукта. Вацлав III упоминался в документах как владелец Сцинавы.
Вацлав III умер в 1474 году, не имея ни жены, ни детей.